# Grupo Zaragoza
El Grupo Zaragoza es un grupo artístico pictórico creado formalmente en 1964, heredero del Grupo Pórtico, cuando comienzan la publicación "Cuadernos de orientación artística" con El arte como elemento de vida. Tras una exposición en Huesca en 1963 se denomina grupo "Escuela de Zaragoza" como homenaje al Grupo Pórtico o "Escuela de Zaragoza" según Jean Cassou para indicar una continuidad y una relación comunes en su obra, pese a que entre ambos grupos existe una separación de doce años. El punto en común entre estos dos grupos artísticos es Juan José Vera que llega a exponer con ambos.
En los casi cinco años de existencia del grupo, no solo se limita a exponer sus obras pictóricas y a variadas publicaciones sino que también en algunas exposiciones concurren poetas, hay proyecciones de cortometrajes de conocidos cineastas zaragozanos y conferencias sobre arte vanguardista.

## Historia
Durante la última semana de junio y el mes de julio del año 1965 se organizan en Riglos, Huesca, los llamados Encuentros de Riglos con el objeto de intercambiar ideas sobre la problemática de las actividades artísticas y su comunicación con el público. Entre los asistentes se encuentran distintos representantes de las artes y las letras e incluso montañeros. Participan Mariano Anós, Antonio Ferreres, Enrique Gastón, Juan Antonio Hormigón, Miguel Luesma, José Luis Madre, el italiano Alberto Malinghiero, José Miguel Martínez, Luis Pellejero, José Antonio y Gerardo Rey, José M.ª Sesé y Miguel Vidal, junto con Ricardo Santamaría perteneciente al grupo. Como consecuencia de estas reuniones nacen dos proyectos no realizados: la construcción de una residencia para artistas en Riglos y la publicación de una revista de arte titulada Fuente de todos. Sí que se publicará el llamado Manifiesto de Riglos, que si bien se supone refleja el espíritu de los participantes en estos encuentros, puesto que no aparece autor, en realidad lo escribe Ricardo Santamaría.
Respecto a la reacción de la crítica ante sus exposiciones abstractas puede afirmarse que, salvo muy rara excepción, es positiva, como consecuencia de una tolerancia del poder político sobre gran parte del arte innovador. Se está lejos de los años con la intransigencia de un amplio sector de la crítica, al estar, normalmente, en armonía con la nefasta situación política. No obstante, Santamaría  y Vera se quejan por la falta de respaldo moral y económico. Este último solo llega por parte del Ayuntamiento de Zaragoza para la exposición celebrada en París el año 1967.
El grupo Zaragoza termina sus actividades con una exposición en la galería "Raymond Creuze" de París, en la que participan Ricardo Santamaría, Otelo Chueca , Juan José Vera, Teo Asensio  y Daniel Sahún . La presentación del catálogo es de Jean Cassou y Gilbert Rérat escribe una biografía del grupo.
A lo largo de su trayectoria son bastantes los artistas que exponen al amparo de su nombre, pero muchos lo hacen escasas veces debido, en general, a que terminan por no identificarse con la pintura que da la pauta al grupo.
El motivo principal para que el grupo decida dar por concluidas sus actividades, se debe, como ya lo manifestó en el catálogo de su primera exposición, a que había contribuido a su objetivo de dar a conocer y vigorizar la pintura vanguardista aragonesa.
Años más tarde, en 2010 y con el comisariado de Dolores Durán se inaugura la exposición "La puerta abierta: el inicio de la abstracción" en la que se muestran 32 obras y numerosa documentación de seis de los integrantes del Grupo Pórtico y el Grupo Zaragoza y en el que se repasa el resurgir de la abstracción en España.
En 2011 la galería oscense La Carbonería inaugura una nueva muestra donde se exponen las obras de Daniel Sahún, Juan José Vera y Ricardo Santamaría.

## Miembros
Los miembros más destacados de este grupo son:
- Juan José Vera
- Daniel Sahún
- Ricardo L. Santamaría
- Julia Dorado

## Exposiciones
- 30 mayo-6 de junio de 1963. Exposición de Pintura Actual, Primera exposición del Grupo Zaragoza, Sala Calibo, Zaragoza. Participantes: Ricardo L. Santamaría, Julia Dorado, Carmen H. Ejarque, Ana Izquierdo, Santiago Lagunas, María José Moreno, Daniel Sahún, Juan José Vera, José M. Peralta de Lecea.
- Junio 1963. Grupo Escuela de Zaragoza, Segunda exposición del Grupo Zaragoza, «Grupo Escuela Zaragoza», Instituto de Estudios Oscenses-Salón de la Caja de Ahorros y Monte de Piedad de Zaragoza, Aragón y Rioja, Huesca. Participantes: Ricardo L. Santamaría, Santiago Lagunas, Daniel Sahún, Juan José Vera, Carmen H. Ejarque, Ana Izquierdo, María José Moreno y Julia Dorado.
- 11-22 de agosto de 1963. I Exposición nacional de arte contemporáneo, Tercera exposición del Grupo Zaragoza, «Escuela de Zaragoza» (participación del Grupo Escuela de Zaragoza), Centro de Información y Turismo-Casino de Jaca, patrocinada por la Caja de Ahorros y Monte de Piedad de Zaragoza, Aragón y Rioja, y Junta IX centenario Catedral y Excmo. Ayuntamiento de Jaca, Jaca. Participantes: Grupo Zaragoza: Santiago Lagunas, Juan José Vera, Ricardo L. Santamaría, Daniel Sahún, Carmen H. Ejarque, Conrado A. C. Castillo, María José Moreno y Julia Dorado.
- 29 octubre-3 de noviembre de 1963. Grupo Escuela de Zaragoza (de artistas no imitativos aragoneses), IV exposición del Grupo Zaragoza, Instituto de Estudios Ilerdenses, Diputación Provincial de Lérida, Lérida. Participantes: Ricardo L. Santamaría, Santiago Lagunas, Juan José Vera, Daniel Sahún, Conrado A. C. Castillo, Carmen H. Ejarque, María José Moreno y Julia Dorado.
- 10-20 de diciembre de 1963. Grupo Escuela de Zaragoza (de artistas no imitativos aragoneses), V exposición del Grupo Zaragoza, Caja de Ahorros Municipal de Pamplona, Pamplona. Participantes: Ricardo L. Santamaría, Santiago Lagunas, Juan José Vera, Daniel Sahún, E. Ibáñez, María Moreno y Julia Dorado.
- 21-31 de diciembre de 1963. Abstracción Navideña, VI exposición del Grupo Zaragoza, Casino Mercantil de Zaragoza, patrocinada por la caja de ahorros y Monte de piedad de Zaragoza, Aragón y Rioja, Zaragoza. Participantes: Baqué Ximénez, Borobio, Julián Borreguero, E. Ibáñez, Mariano Cariñena, Julia Dorado, Ana Izquierdo, Santiago Lagunas, Lozano, M. Pilar Moré, María José Moreno, Ricardo L. Santamaría, Daniel Sahún y Juan José Vera. Proyección de los filmes: Hombredios y Sic Semper de José Luis Pomarón, plástica y cromática de L. Pellejero y Abstracción Rítmica Formal de J. M. Sesé.
- 18-30 de enero de 1964. VII Exposición Escuela de Zaragoza, Cercle Artistic de Sant Lluc, Barcelona. Participantes: Juan Borobio, Julia Dorado, E. Ibáñez, Santiago Lagunas, María José Moreno, Ricardo L. Santamaría, Daniel Sahún y Juan José vera.
- Mayo 1964. VIII Exposición grupo “Escuela de Zaragoza” Salón de esposiciones de la Fundación Calouste Gulbenkian, Lisboa.

- 1-10 de mayo de 1964. IX Exposición Escuela de Zaragoza, Grupo de artistas no imitativos, casino Mercantil, Zaragoza. Participantes: Teo Asensio, Otelo Chueca, Santiago Lagunas, Ricardo L. Santamaría, Daniel Sahún y Juan José Vera.
- 11-20 de diciembre de 1964. 3 pintores del Grupo Zaragoza. Pop-Art. Arte popular, casino Mercantil, Zaragoza. Participantes: Ricardo L. Santamaría, Juan José Vera y Daniel Sahún.[9]
- Marzo 1965. Escuela de Zaragoza, sala de Exposiciones de la Dirección General de Bellas Artes, Madrid. Participantes: Fermín Aguayo, Hanton, Teo Asensio, Otelo Chueca, Eloy Laguardia, Santiago Lagunas, Ricardo L. Santamaría, Daniel Sahún y Juan José Vera. Poetas: Mariano Anós, Miguel Luesma, José Antonio Labordeta, Julio A. Gómez, J. M. Alfonso, José Antonio Rey, Luciano Gracia, Guillermo Gúdel, Conrado A. C. Castillo, Ignacio Ciordia, José Antonio Hormigón, Emilio Gastón y Enrique Gastón.[10][11][12][13][14]
- Abril-mayo 1965. VIII Exposición Grupo Zaragoza, Fundación Calouste Gulbenkian, dirección General de Relaciones culturales/ Embajada de España en Lisboa, Lisboa. Participantes: Teo Asensio, Otelo Chueca, Santiago Lagunas, Ricardo L. Santamaría, Daniel Sahún, Juan José Vera, Juan Borobio y Julia Dorado.[15]
- 3-10 de mayo de 1965. XII Exposición Grupo Zaragoza. Homenaje a la primavera, sala de Exposiciones del centro Mercantil, Zaragoza. Participantes: Teo Asensio, Otelo Chueca, Ricardo L. Santamaría, Daniel Sahún y Juan José Vera. Poetas: José María Alfonso, Mariano Anós, Benedicto L. de Blancas, Ignacio Ciordia, Fernando Ferreró, Luciano Gracia, Julio Antonio Gómez, Guillermo Gúdel, Juan Antonio Hormigón, Miguel Labordeta, José Antonio Labordeta, Miguel Luesma, Manuel Pinillos, José Antonio Rey y Rosendo Tello. Inauguración: conferencia de Mariano Anós: «El pop art y el nuevo realismo».

- Mayo 1965. The display of the works of Zaragoza Group, national Gallery of Modern art. Building Gulbenkian, Bagdad. Participantes: Teo Asensio, Otelo Chueca, Julia Dorado, Ricardo L. Santamaría, Daniel Sahún y Juan José Vera.
- Septiembre 1965. Grupo Zaragoza. Exposición de pintura Moderna Española, centro cultura Árabe, Damasco. Participantes: Teo Asensio, Otelo Chueca, Julia Dorado, Ricardo L. Santamaría, Daniel Sahún y Juan José Vera.[16]

- Diciembre 1965. Exposición de pintura Moderna. Grupo Zaragoza, centro cultural Hispanoamericano, Beirut. Participantes: Teo Asensio, Otelo Chueca, Julia Dorado, Ricardo L. Santamaría, Daniel Sahún y Juan José Vera.
- 6-27 de octubre de 1967. Exposición Grupo Zaragoza, Galería Raymond Creuze (sala Balzac), París. Participantes: Teo Asensio, Otelo Chueca, Ricardo L. Santamaría, Daniel Sahún y Juan José Vera.

## Publicaciones

### Revistas
- Anónimo, «Grupo Escuela Zaragoza», Artes n.º 40, 23 de junio de 1963, Madrid.
- Ferrer Gimeno, Félix, «El grupo Escuela de Zaragoza da a conocer su obra en la Caja de Ahorros», Argensola n.º 53-54, tomo xIV, Instituto de Estudios Oscenses, Huesca, 1963.
- Corredor Matheos, L., «Escuela de Zaragoza en Cercle Artístic de Sant Lluc», Destino n.º 1.381, 25 de enero de 1964, Barcelona.
- F. L., «Nuestra crítica. Círculo Artístico de San Lluc. La Escuela de Zaragoza», Artes n.º 51, marzo 1964, Madrid.
- Ramírez de Lucas, J., «Pintura contemporánea española (1943-1963)», Arquitectura n.º 64, abril 1964, Madrid.
- Valbuena, Francisco, «VIII Salón de mayo de Barcelona», Artes n.º 57, junio 1964, Madrid.
- Gómez Bedate, Pilar, «Tendencias regionales de la nueva pintura española», Artes (n.º extraordinario) diciembre 1964, Madrid.
- Villagómez, «Plásticos y plastas», La Codorniz abril 1965, Madrid.
- Gómez Bedate, Pilar, «La Escuela de Zaragoza», Artes n.º 68, 23 de abril de 1965, Madrid.
- Anónimo, «El grupo Escuela de Zaragoza», Aulas n.º 15, mayo 1965, Madrid.
- Cajide, Isabel, «Entrevista con la Escuela de Zaragoza», Artes n.º 68, 23 de abril de 1965, Madrid.
- Anónimo, «Madrid. Ronda de exposiciones. Grupo Escuela Zaragoza», SP (edición europea), 1 de mayo de 1965, Madrid.
- Anónimo, «El Grupo de Zaragoza», Al-Jundi, 28 de septiembre de 1965, Damasco.
- Al-Jalidi, Gazi, «La exposición del Grupo Zaragoza», Al-Ma’rifa, noviembre 1965, Damasco.
- Hakim, Victor, «Les peintres espagnols du Groupe de Saragosse», La Revue du Liban, diciembre 1965, Líbano.
- Mégret, F., «Vu sur le cimaises», Le Figaro Littéraire, n.º 1.122, 16 de octubre de 1967, París.
- Gallego, Julián, «El Grupo Zaragoza», Goya n.º 80, septiembre-octubre 1967, Madrid.
- Azpeitia, Ángel, «Daniel Sahún. Un abstracto del Grupo Zaragoza», Revistart Año VI, 2000, Barcelona.
- Lázaro Sebastián, Francisco Javier, «El Grupo Zaragoza. Un intento de aglutinar el espectro artístico vanguardista en Aragón», Boletín del Museo e Instituto «Camón Aznar» n.º xCV, 2005, IberCaja, Zaragoza.

### Publicaciones periódicas
- Azpeitia, Ángel, «Exposición de Arte zaragozano actual», Heraldo de Aragón, 10 de octubre de 1962, Zaragoza.
- Azpeitia, Ángel, «En Calibo, exposición de Pintura» Heraldo de Aragón, 1 de junio de 1963, Zaragoza.
- Baratario, «Interesante exposición de diez artistas zaragozanos, en la sala Calibo», Amanecer, junio 1963, Zaragoza.
- Ferrer Gimeno, Félix, «Arte. El Grupo Escuela de Zaragoza expone en la Caja de Ahorros», Nueva España, 9 de junio de 1963, Huesca.
- Anónimo, «Conferencia de don Carmelo Quintana con motivo de la I Exposición de Arte Contemporáneo en Jaca», Heraldo de Aragón, 21 de agosto de 1963, Zaragoza.
- Ferrer Gimeno, Félix, «Primera exposición nacional de arte contemporáneo en Jaca», Nueva España, 21 de agosto de 1963, Huesca.
- Sancho Izquierdo, Miguel, «Divagaciones a propósito de una exposición y dos conferencias», El Noticiero, 23 de agosto de 1963, Zaragoza.
- López Pedrol, «El Grupo Escuela de Zaragoza en el I.E.I.», La Mañana, 3 de noviembre de 1963, Lérida.
- Grupo Zaragoza, «Los Pintores de la Escuela de Zaragoza (que expusieron en el I.E.I.), agradecen la atención de los leridanos hacia su obra», La Mañana, 6 de noviembre de 1963, Lérida.
- Azpeitia, Ángel, «Abstracción navideña», Heraldo de Aragón, 24 de diciembre de 1963, Zaragoza.
- Larrambebere, J. A., «Resumen crítico de una temporada de exposiciones», Ciclo 1963-1964, Caja de Ahorros Municipal de Pamplona, Pamplona.
- Corredor Matheos, José, «Escuela de Zaragoza, en Cercle Artistic de Sant Lluc», Destino, 16 de enero de 1964, Barcelona.
- Del Castillo, A., «Escuela de Zaragoza en el Círculo Artístico de Sant Lluc», Diario de Barcelona, 25 de enero de 1964, Barcelona.
- Santos Torroella, «Escuela de Zaragoza», El Noticiero Universal, 29 de enero de 1964, Barcelona.
- Sancho Izquierdo, Miguel, «De arte. La Escuela de Zaragoza en Barcelona y en Madrid», El Noticiero, 2 de febrero de 1964, Zaragoza.
- Hierro, José, «Crónica de Arte», El Alcázar, 10 de febrero de 1964.
- Azpeitia, Ángel, «xxV años de pintura aragonesa en el Torreón de La Zuda», Heraldo de Aragón, 3 de mayo de 1964, Zaragoza.
- Doñate, José María, «El Torreón de la Zuda puede ser Museo de Arte Contemporáneo», Heraldo de Aragón, 3 de mayo de 1964, Zaragoza.
- M. S. L., «Nuevas manifestaciones de la Escuela de Zaragoza en el Centro Mercantil», Heraldo de Aragón, 8 de mayo de 1964, Zaragoza.
- Azpeitia, Ángel, «IX Exposición de la Escuela de Zaragoza en el Centro Mercantil», Heraldo de Aragón, 8 de mayo de 1964, Zaragoza.
- Azpeitia, Ángel, «Exposición de Educación y Descanso en la Asociación de la Prensa», Heraldo de Aragón, 9 de mayo de 1964, Zaragoza.
- Anónimo, «Muestra de la Escuela de Zaragoza», La Vanguardia Española, 17 de mayo de 1964, Barcelona.
- Santos Torroella, «El Salón de Mayo, el Pop-Art y otras cosas», El Noticiero Universal, 20 de mayo de 1964, Barcelona.
- Anónimo, «Las exposiciones. El VII Salón de Mayo», Diario de Barcelona, 30 de mayo de 1964, Barcelona.
- Anónimo, «El grupo Zaragoza intenta crear un círculo de artistas», Heraldo de Aragón, 27 de octubre de 1964, Zaragoza.
- M. S. L., «El arte como elemento de vida», El Noticiero, 8 de noviembre de 1964, Zaragoza.
- Martínez Benavente, D., «Tres pintores del Grupo Zaragoza en el Mercantil», El Noticiero, 13 de diciembre de 1964, Zaragoza.
- Martínez Benavente, D., «Tres pintores del Grupo Zaragoza en el Mercantil», Hoja del Lunes, 14 de diciembre de 1964, Zaragoza.
- Rotellar, Manuel, «Pop-Art (Arte Popular), en el Mercantil», Pueblo, 17 de diciembre de 1964, Zaragoza.
- Azpeitia, Ángel, «Tres pintores del «Grupo Zaragoza» en el Centro Mercantil», Heraldo de Aragón, 20 de diciembre de 1964, Zaragoza.
- Rotellar, Manuel, «Pop-Art (Arte Popular), en el Mercantil», Pueblo, 24 de diciembre de 1964, Zaragoza.
- Grupo Zaragoza, «Carta abierta al Grupo Zaragoza», Heraldo de Aragón, 6 de enero de 1965, Zaragoza.
- Pérez Gállego, «Escuela de Zaragoza», Heraldo de Aragón, 9 de marzo de 1965, Zaragoza.[1]
- Alfaro, Emilio, «Pintores zaragozanos en Madrid», Pueblo, 16 de marzo de 1965, Zaragoza.[2]
- Campoy, A. M., «Escuela de Zaragoza», ABC, 24 de marzo de 1965, Madrid.
- Anónimo, «La semana de arte en Madrid. La Escuela de Zaragoza y la obra de Francisco Lozano», Diario de Barcelona, 27 de marzo de 1965, Barcelona.
- Figuerola-Ferreti, L., «La Escuela de Zaragoza», Arriba, 28 de marzo de 1965, Madrid.
- Anónimo, «La Escuela de Zaragoza en Madrid», Heraldo de Aragón, 29 de marzo de 1965, Zaragoza.
- Pérez Gállego, «Escuela de Zaragoza», Heraldo de Aragón, 30 de marzo de 1965, Zaragoza.[3]
- Sagardía, Ángel, «El Grupo Escuela de Zaragoza», El Noticiero, 31 de marzo de 1965, Zaragoza.
- Portillo, «Reivindicación de nuestros artistas», Pueblo, 12 de abril de 1965, Zaragoza.
- Manolo, «Tres pintores se definen», Pueblo, 15 de abril de 1965, Zaragoza.[4]
- D. M. B., «xII exposición del Grupo Zaragoza, en la Sala del Centro Mercantil», El Noticiero, 4 de mayo de 1965, Zaragoza.
- Azpeitia, «xII exposición del Grupo Zaragoza», Heraldo de Aragón, 7 de mayo de 1965, Zaragoza.
- Torres, L., «Nuestros artistas fuera de Zaragoza», Hoja del Lunes, 10 de mayo de 1965, Zaragoza.
- Torres, L., «Se inauguró la exposición de la III Bienal de pintura y escultura Premio Zaragoza. La xII Exposición del Grupo Zaragoza en la sala del Centro Mercantil», Hoja del Lunes, 10 de mayo de 1965, Zaragoza.
- Jabra i Jabra, «An Intensity of Collision», Bagdad News, 20 de mayo de 1965, Bagdad.
- Anónimo, «Exposición de arte español en Bagdag, Al-Bilad, 27 de mayo de 1965, Bagdag.
- Anónimo, «Encuentros artísticos en Riglos», Pueblo, 6 de julio de 1965, Zaragoza.
- Anónimo, «Encuentros artísticos en Riglos», Pueblo, 7 de julio de 1965, Zaragoza.
- Anónimo, «Encuentros artísticos en Riglos», Amanecer, 8 de julio de 1965, Zaragoza.
- Anónimo, «Encuentros artísticos en Riglos», El Noticiero, 13 de julio de 1965, Zaragoza.
- Anónimo, «Encuentros artísticos en Riglos», Pueblo, 14 de julio de 1965, Zaragoza.
- Anónimo, «Encuentros artísticos en Riglos», Heraldo de Aragón, 15 de julio de 1965, Zaragoza.
- Anónimo, «Encuentros artísticos en Riglos», Amanecer, 16 de julio de 1965, Zaragoza.
- Anónimo, «Encuentros artísticos en Riglos. El Grupo Zaragoza en Bagdad», El Noticiero, 20 de julio de 1965, Zaragoza.
- Zapater, «Va a ser construida en Riglos una residencia para artistas», Amanecer, 21 de julio de 1965, Zaragoza.
- Manolo, «Nuestros artistas en Bagdad. El Grupo Zaragoza triunfa en Oriente Medio», Pueblo, 31 de julio de 1965, Zaragoza.
- Anónimo, «Encuesta nacional sobre los concursos», Pueblo, 8 de septiembre de 1965, Zaragoza.
- Pérez Gállego, «Gran exposición en la Sala de la Dirección General de Bellas Artes», Heraldo de Aragón, 18 de septiembre de 1965, Zaragoza.
- Tarik El-Sharif, «La exposición de pintura moderna española», Al Baas, 20 de septiembre de 1965, Damasco.
- Azpeitia, Ángel, «Los pintores del Grupo Zaragoza en Damasco», Heraldo de Aragón, 21 de octubre de 1965, Zaragoza.
- Anónimo, «Les expositions. Le groupe de Saragosse au Centre Culturel Espagnol», L’Oriente, 8 de diciembre de 1965, Beirut.
- Anónimo, «Au Centre Culturel Hispanique. Vernissage de l’exposition du groupe de Saragosse», L’Actualité Libanaise, 11 de diciembre de 1965, Beirut.
- Anónimo, «El Grupo Zaragoza en acción», Pueblo, Zaragoza, 16 de diciembre de 1965.
- Z., «Triunfo en Beirut del Grupo Zaragoza», Amanecer, 18 de diciembre de 1965, Zaragoza.
- Anónimo, «El Grupo Zaragoza en Beirut», Heraldo de Aragón, 24 de diciembre de 1965, Zaragoza.
- Grupo Zaragoza, «Manifiesto navideño del Grupo Zaragoza», Amanecer, 1 de enero de 1966, Zaragoza.[5]
- Santos Torroella, «Diatribas contra premios y certámenes (I)», El Noticiero Universal, 5 de enero de 1966, Barcelona.
- Santos Torroella, «Diatribas contra premios y certámenes (y II)», El Noticiero Universal, 12 de enero de 1966, Barcelona.
- Zapater, Alfonso, «El Grupo Escuela de Zaragoza va a exponer en París», Heraldo de Aragón, 4 de abril de 1967, Zaragoza.
- Anónimo, «El Grupo Zaragoza va a exponer en París», Heraldo de Aragón, 11 de octubre de 1967, Zaragoza.
- Rotellar, Manuel, «El Grupo Zaragoza en París», Pueblo, 11 de octubre de 1967, Zaragoza.
- Cassou, Jean, «Expositions», Le Figaro Littéraire, 11 de octubre de 1967, París.
- Alfonso, José María, «París el Grupo de Zaragoza, en su corazón», Amanecer, 17 de octubre de 1967, Zaragoza.
- Anónimo, «El Grupo Zaragoza expone en París», Heraldo de Aragón, 17 de octubre de 1967, Zaragoza.
- Anónimo, «Le Groupe Zaragoza», Le Figaro, 19 de octubre de 1967, París. Gállego, Julián, «Zaragoza en París», Heraldo de Aragón, 2 de noviembre de 1967, Zaragoza.
- Prieto Barral, M.ª F., «Los cuadros-objeto del Grupo Zaragoza», España Semanal, 12 de noviembre de 1967, Tánger.
- Prieto Barral, M.ª F., «Ricardo Santamaría nos habla del Grupo Zaragoza», España Semanal, 19 de noviembre de 1967, Tánger.
- Rodríguez Martín, «Ayuda municipal al Grupo Zaragoza», Amanecer, 29 de diciembre de 1967, Zaragoza.[6]
- Domínguez Lasierra, J., «Los Grupos, en la pintura zaragozana contemporánea», Heraldo de Aragón, 30 de octubre de 1974, Zaragoza.
- Luis J. García-Brandés, «Juan José Vera y los grupos Pórtico y Zaragoza», Heraldo de Aragón, 24 de noviembre de 1974, Zaragoza.[7]
- Dr. Julián Vizcaíno, «Un día en Riglos (dedicado a los artistas aragoneses)», Heraldo de Aragón, 8 de mayo de 1977, Zaragoza.
- Anónimo, «Veinte años de pintura abstracta en Zaragoza», Heraldo de Aragón, 11 de mayo de 1979, Zaragoza.
- Azpeitia, Ángel, «Veinte años de pintura abstracta en Zaragoza (1947-1967)», Heraldo de Aragón, 13 de mayo de 1979, Zaragoza.